# Chūnibyō demo koi ga shitai!
Chūnibyō demo koi ga shitai! (中二病でも恋がしたい！? lett. "Anche con la sindrome da seconda media vorrei amare!") è una serie di light novel scritta da Torako ed illustrata da Nozomi Ōsaka, pubblicata dal 2011 al 2017, e nominata in occasione del Kyoto Animation Award nel 2010.
Un adattamento anime della serie di light novel ha iniziato ad essere prodotto dallo studio Kyoto Animation a partire dal 2012: a inizio 2014, la serie è composta da due stagioni. La prima stagione è andata in onda dal 3 ottobre al 19 dicembre 2012 e nell'edizione Blu-ray è stata inserita la miniserie Chūnibyō Demo Koi ga Shitai! Depth of field ed uno speciale OAV Chūnibyō Demo Koi ga Shitai! Kirameki no Slapstick Noel. Sei ONA dal titolo Chunibyo demo koi ga shitai! Lite sono stati diffusi in streaming prima della messa in onda della prima stagione. La seconda stagione, intitolata Chūnibyō demo koi ga shitai! Ren! è stata trasmessa dall'8 gennaio 2014, mentre il 6 gennaio è iniziata la trasmissione in streaming della miniserie ONA Chūnibyō demo koi ga shitai! Ren! Lite.
Il 14 settembre 2013 è uscito nelle sale giapponesi il film Takanashi Rikka Kai: Gekijō-ban Chūnibyō demo koi ga shitai!, un riassunto della prima stagione dal punto di vista di Rikka Takanashi.

## Trama
Yūta Togashi è un ragazzo che durante la scuola media era affetto dalla chūnibyō (中二病?), una sindrome speciale, e credeva di avere dei poteri magici e che il suo vero nome fosse "Dark Flame Master", alienandosi dalla realtà e dai suoi compagni di classe. Adesso che ha iniziato le superiori in una scuola dove nessuno lo conosce vuole lasciarsi tutto alle spalle, tuttavia una ragazza con delle manie ancora peggiori delle sue di nome Rikka Takanashi scopre il suo passato e si interessa a lui.

## Personaggi

Rikka Takanashi nell'anime

Yūta Togashi (富樫 勇太?, Togashi Yūta)
Doppiato da: Jun Fukuyama
È il protagonista. Frequenta la 1a superiore (sezione 4). Nella seconda stagione la 2a. È nato il 7 luglio, altezza: 170 cm, peso: 60 kg, gruppo sanguigno A. Ha due sorelle più piccole di cui si prende cura. Alla scuola media, a causa del comportamento di una sua amica, fu affetto dalla chūnibyō (sindrome della seconda media) e divenne un "re demone" o "Dark Flame Master" (maestro delle fiamme oscure), la sua frase/incantesimo peculiare era "Assaggia le fiamme dell'oscurità e scomparisci dalla mia vista!". Più tardi, si rese conto che stava causando problemi alle persone intorno a lui e decise di sigillare l'abominevole ricordo della chūnibyō. Ha studiato duramente ed è andato in una scuola superiore dove nessuno lo conosceva, per dimenticare il suo passato e ha cercato di vivere una vita liceale normale, ma non tutto va secondo i piani.
Rikka Takanashi (小鳥遊 六花?, Takanashi Rikka)
Doppiata da: Maaya Uchida
È uno dei personaggi principali. Frequenta la 1a superiore (sezione 4). Nella seconda stagione la 2a. È una compagna di classe di Yuta. È nata il 12 giugno, altezza: 150 cm, peso: 47 kg, gruppo sanguigno A. Odia essere chiamata "Takanashi-san" da Yuta, infatti dal momento del contratto la chiama Rikka. È affetta dalla chūnibyō, infatti diventa "Occhio demoniaco" un personaggio silenzioso inespressivo.
La benda sull'occhio destro, serve per "contenere il potere magico e sigillare l'occhio demoniaco dorato", in verità dorato perche Rikka indossa una lente a contatto colorata. Inoltre ha una benda avvolta attorno al braccio sinistro con il compito di "sigillare l'emblema inciso".
Shinka Nibutani (丹生谷 森夏?, Nibutani Shinka)
Doppiata da: Chinatsu Akasaki
Frequenta la 1a superiore (sezione 4). Nella seconda stagione la 2a. Compagna di classe di Yuta e rappresentante di classe. È nata il 30 agosto, altezza: 165 cm, peso: 57 kg, gruppo sanguigno B.
Nibutani è una bella ragazza popolare. Sebbene abbia un ottimo rendimento scolastico, non è brava in matematica. Di solito indossa una "maschera" e interpreta uno studente modello con una personalità calma, ma in realtà ha anche un lato leggermente ad alta pressione ed egocentrico. Una personalità sadica che scava nel passato di Yuta e indica le linee del tempo che ha sentito da Nanamiya e lo fa contorcere. D'altra parte, ha la fiducia di chi conosce la sua vera natura perché è sempre attenta a ciò che la circonda e agisce in modo proattivo per tutta la classe tanto da essere detta "attenta" e "ansiosa".
Sebbene non sia affetta dalla chūnibyō, una volta lo era e si faceva chiamare "Mori-sama" o meglio "Mori Summer", che significa "foresta estiva", nome ispirato dai kanji del suo cognome che, in giapponese, possono essere letti, appunto, in due modi. Ora odia essere chiamata con quel nome, e quando gli viene ricordato o ripensa a quei tempi, diventa super imbarazzata. Era anche critico nei confronti delle parole e delle azioni chūnibyō di Rikka, e talvolta aveva difficoltà ad affrontarla, ma addolcì il suo atteggiamento quando Rikka iniziò a mimetizzarsi nella classe a causa della sua relazione con Yuta.
Satone Shichimiya (七宮 智音?, Shichimiya Satone)
Doppiata da: Juri Nagatsuma
Kumin Tsuyuri (五月七日 くみん?, Tsuyuri Kumin)
Doppiata da: Azumi Asakura
Sanae Dekomori (凸守 早苗?, Dekomori Sanae)
Doppiata da: Sumire Uesaka
Makoto Isshiki (一色 誠?, Isshiki Makoto)
Doppiato da: Sōichirō Hoshi
Kazari Kannagi (巫部 風鈴?, Kannagi Kazari)
Doppiata da: Manami Shirakawa
Kuzuha Togashi (富樫 樟葉?, Togashi Kuzuha)
Doppiata da: Kaori Fukuhara
Yumeha Togashi (富樫 夢葉?, Togashi Yumeha)
Doppiata da: Mami Shitara
Nanase Tsukumo (九十九 七瀬?, Tsukumo Nanase)
Doppiata da: Kikuko Inoue
Tōka Takanashi (小鳥遊 十花?, Takanashi Tōka)
Doppiata da: Eri Sendai

## Media

### Light novel
Chūnibyō demo koi ga shitai! iniziò come una serie di light novel scritta da Torako, con illustrazioni di Nozomi Ōsaka. Torako entrò in gara con il primo romanzo della serie nel primo Kyoto Animation Award contest nel 2010 e con tale romanzo vinse la menzione d'onore nella categoria novel. Lo studio successivamente pubblicò il primo volume il 1º giugno 2011, e un secondo volume fu pubblicato il 28 dicembre 2011. Il terzo uscì il 14 marzo 2014 mentre il quarto ed ultimo fu distribuito a partire dal 4 dicembre 2017.

#### Volumi
| Nº | Data di prima pubblicazione | Data di prima pubblicazione | Data di prima pubblicazione |
| Nº | Giapponese                  | Giapponese                  |                             |
| -- | --------------------------- | --------------------------- | --------------------------- |
| 1  | 1º giugno 2011              | ISBN 978-4-9905812-0-6      |                             |
| 2  | 28 dicembre 2011            | ISBN 978-4-9905812-2-0      |                             |
| 3  | 14 marzo 2014               | ISBN 978-4-907064-14-3      |                             |
| 4  | 4 dicembre 2017             | ISBN 978-4-907064-76-1      |                             |

### Anime
Un adattamento della serie originale di light novel è stato prodotto a partire dal 2012 come serie televisiva anime, diretta da Tatsuya Ishihara e prodotta da Kyoto Animation. La prima stagione andò in onda dal 4 ottobre al 19 dicembre 2012. La trasmissione della prima stagione è stata preceduta da sei brevi episodi ONA intitolati Chūnibyō demo koi ga shitai! Lite, che furono diffusi in streaming a cadenza settimanale su YouTube tra il 27 settembre e il 1º novembre 2012. La prima stagione fu pubblicata su sei volumi BD/DVD tra il 19 dicembre 2012 e il 15 maggio 2013. I singoli volumi contengono dei cortometraggi extra intitolati Depth of Field: Ai to nikushimi gekijō (Depth of Field ～ 愛と憎しみ劇場? Depth of Field: Love and Hate Theater). Un settimo DVD/BD, contenente un episodio OAV, intitolato Chūnibyō demo koi ga shitai! Kirameki no slapstick noel, un altro corto della serie Depth of Field e i mini-episodi della serie ONA Lite, fu pubblicato il 19 giugno 2013. I diritti della prima stagione per la distribuzione nel Nord America sono stati acquistati da Sentai Filmworks e la serie è stata diffusa in streaming su Anime Network.
Un film anime intitolato Takanashi Rikka Kai: Gekijō-ban Chūnibyō demo koi ga shitai! (小鳥遊六花・改 ～劇場版 中二病でも恋がしたい!～? Love, Chunibyo & Other Delusions the Movie: Rikka Takanashi Revision), che riassume gli eventi della prima stagione dalla prospettiva del personaggio di Rikka, fu distribuito nelle sale cinematografiche giapponesi il 14 settembre 2013.
Una seconda stagione della serie televisiva, intitolata Chūnibyō demo koi ga shitai! Ren (中二病でも恋がしたい！戀?), fu annunciata alla fine della messa in onda dell'ultimo episodio di Tamako Market (sempre prodotto dalla KyoAni). La trasmissione è iniziata su Tokyo MX e SUN l'8 gennaio 2014 ed è diffusa in streaming in simulcast con sottotitoli in lingua inglese da Crunchyroll. Il primo di una seconda serie di episodi Lite fu pubblicato su YouTube il 26 dicembre 2013. I diritti della seconda stagione per la distribuzione nel Nord America sono stati acquistati da Sentai Filmworks, che distribuisce la stagione con il titolo Love, Chunibyo & Other Delusions -Heart Throb-.

#### Sigle e colonna sonora
Per la prima stagione sono stati utilizzati i seguenti brani. La sigla di apertura è Sparkling Daydream di Zaq, mentre la sigla di chiusura è Inside Identity di Black Raison d'être (Maaya Uchida, Chinatsu Akasaki, Azumi Asakura e Sumire Uesaka). Ci sono anche tre brani inseriti come colonna sonora: Hajimari no tane (始まりの種? The Seed of Start) di Zaq nell'episodio 8, Kimi no tonari ni (君のとなりに? Next to You) di Zaq nell'episodio 10 e Miagete goran yoru no hoshi o (見上げてごらん夜の星を? Look Up at the Stars in the Night) di Maaya Uchida sempre nel decimo episodio. Il singolo contenente Sparkling Daydream fu pubblicato il 24 ottobre 2012 e il singolo contenente Inside Identity fu pubblicato il 21 novembre 2012. Per gli episodi Lite, la sigla di apertura è Kimi e (君へ? lett. Per te) e la sigla di chiusura è Shikkoku ni odoru haōbushi (漆黒に躍る弧濁覇王節? The Melody of Conqueror Dancing in Jet Black); entrambi i brani sono interpretati da Zaq.
Per la seconda stagione la sigla di apertura è Voice di Zaq e la sigla di chiusura è Van!shment Th!s World di Black Raison d'être. La sigla di chiusura degli episodi Lite è Shin'en ni mau senritsu shanikusai (深淵に舞う戦慄謝肉祭?, A Hair-Raising Carnival Dancing in the Abyss) di Zaq.

#### Episodi

##### Chūnibyō demo koi ga shitai!
| Nº       | Giapponese 「Kanji」 - Rōmaji                                                              | In onda          | In onda |
| Nº       | Giapponese 「Kanji」 - Rōmaji                                                              | Giapponese       |         |
| 1        | 「JP 邂逅の・・・邪王真眼」 - JP Kaikō no.... Jaōshingan                                   | 4 ottobre 2012   |         |
| 2        | 「旋律の…聖調理人(プリーステス)」 - Senritsu no... Purīsutesu                              | 11 ottobre 2012  |         |
| 3        | 「異端なる…双尾娘(ツインテール)」 - Itannaru... Tsuintēru                                  | 18 ottobre 2012  |         |
| 4        | 「痛恨の…闇聖典（マビノギオン）」 - Tsūkon no... Mabinogion                                | 25 ottobre 2012  |         |
| 5        | 「束縛の…十字架（ハード・スタディ）」 - Sokubaku no...Hādo Sutadi                          | 1º novembre 2012 |         |
| 6        | 「贖罪の…救世主(イノセント)」 - Shokuzai no...Inosento                                     | 8 novembre 2012  |         |
| 7        | 「追憶の…楽園喪失(パラダイス・ロスト)」 - Tsuioku no...Paradaisu Rosuto                    | 15 novembre 2012 |         |
| 8        | 「二人だけの…逃避行(エグザイル)」 - Futari dake no... Eguzairu                             | 22 novembre 2012 |         |
| 9        | 「混沌の…初恋煩(カオス・ハート)」 - Konton no...Kaosu Hāto                                 | 29 novembre 2012 |         |
| 10       | 「聖母の…弁当箱（パンドラズ・ボックス）」 - Seibo no...Pandorazu Bokkusu                   | 6 dicembre 2012  |         |
| 11       | 「片翼の堕天使（フォーリン·エンジェル）」 - Katayoku no Fōrin Enjeru                       | 13 dicembre 2012 |         |
| 12       | 「終天の契約（エターナル·エンゲージ）」 - Etānaru Engēji                                   | 20 dicembre 2012 |         |
| 13 (OAV) | 「煌めきの… 聖爆誕祭（スラップスティック・ノエル）」 - Kirameki no... Surappusutikku Noeru | 19 giugno 2013   |         |

##### Chūnibyō demo koi ga shitai! Lite
Gli episodi ONA sono stati trasmessi sul canale YouTube della Kyoto Animation dal 27 settembre 2012.
| Nº | Titolo italiano (tradotto) Giapponese 「Kanji」 - Rōmaji                                     | In onda           | In onda |
| Nº | Titolo italiano (tradotto) Giapponese 「Kanji」 - Rōmaji                                     | Giapponese        |         |
| 1  | Pallavolo 「バレーボール」 - Barēbōru                                                        | 27 settembre 2012 |         |
| 2  | La nascita dell'Occhio Demoniaco 「邪王真眼・黎明篇」 - Jaoushingan・Reimei Hen              | 4 ottobre 2012    |         |
| 3  | Il mio fratellone 「わたしのお兄ちゃん」 - Watashi no Onii-chan                              | 11 ottobre 2012   |         |
| 4  | Facciamo lo spezzatino! 「肉じゃが作るよ!」 - Nikujyaga Tsukuru yo!                          | 18 ottobre 2012   |         |
| 5  | La bella addormentata del doposcuola 「眠れる放課後の美少女」 - Nemureru Houkago no Bishoujo | 25 ottobre 2012   |         |
| 6  | Dekomori vs. Nibutani 「凸守 VS 丹生谷」 - Dekomori VS Nibutani                              | 1º novembre 2012  |         |

##### Chūnibyō demo koi ga shitai! Ren
| Nº       | Giapponese 「Kanji」 - Rōmaji                                                                                | In onda           | In onda |
| Nº       | Giapponese 「Kanji」 - Rōmaji                                                                                | Giapponese        |         |
| 1        | 「復活の・・・邪王真眼」 - Fukkatsu no... Jaō Shingan                                                        | 8 gennaio 2014    |         |
| 2        | 「海豚の・・・恋人契約 (ドルフィンリング・ストライカー)」 - Iruka no... Dorufin Ringu Sutoraikā              | 15 gennaio 2014   |         |
| 3        | 「追撃の…魔王魔法少女」 - Tsuigeki no… Maō Mahō Shōjo                                                        | 22 gennaio 2014   |         |
| 4        | 「無垢なる・・・ 生徒会長選挙 (クイーンメーカー)」 - Mukunaru... Kuīn Mēkā                                   | 29 gennaio 2014   |         |
| 5        | 「幻想の…昼寝迷宮(シエスタ・ラビリンス)」 - Gensō no… Shiesuta Rabirinsu                                     | 5 febbraio 2014   |         |
| 6        | 「躊躇（ためら）いの…筑紫島周遊（ツクシノシマ・トラベリング）」 - Tamerai no... Tsukushino-shima Toraberingu | 12 febbraio 2014  |         |
| 7        | 「すれ違いの…心模様(ヴォルケーノ・トライアングル)」 - Surechigai no... Vorukēno Toraianguru                  | 19 febbraio 2014  |         |
| 8        | 「偽りの…精霊聖母(モリサマー)」 - Itsuwari no… Mori Samā                                                     | 26 febbraio 2014  |         |
| 9        | 「波打際の...究極奥義(リゾート・ラストリゾート)」 - Namiuchigiwa no... Rizōto Rasuto Rizōto                  | 5 marzo 2014      |         |
| 10       | 「真夏の夜の・・・雨と鞭 (Gauntlet of rain)」 - Manatsu no Yoru no... Gauntlet of rain                       | 12 marzo 2014     |         |
| 11       | 「青き月の・・・最終決戦 (ブルームーン・ラグナロク)」 - Aokitsuki no... Burūmūn Ragunaroku                   | 19 marzo 2014     |         |
| 12       | 「黄昏の・・・ 上級契約(ハイヤーエンゲージ)」 - Koukun no... Haiyā Engēji                                    | 26 marzo 2014     |         |
| 13 (OAV) | 「再生の…邪王真眼黙示録（The Rikka Wars）」 - Saisei no… The Rikka Wars                                      | 17 settembre 2014 |         |